# Чанышева, Лилия Айратовна
Лилия Айратовна Ча́нышева (баш. Лилиә Айрат ҡыҙы Чанышева, тат. Лилия Айрат кызы Чанышева; род. 6 февраля 1982, Уфа) — российский башкирский политический и общественный деятель.
С 2017 года — глава штаба Навального в Уфе. В ноябре 2021 года Чанышеву арестовали по обвинению в организации экстремистского сообщества. В июне 2023 года её приговорили к 7,5 годам лишения свободы, в апреле 2024 года Верховный суд Башкортостана ужесточил приговор до 9,5 лет колонии. Признана политической заключённой правозащитным центром «Мемориал» и рядом других организаций. 1 августа 2024 года освобождена в рамках обмена заключёнными между Россией и Западом.

## Биография
Родилась 6 февраля 1982 года в Уфе, Башкортостан. Отец — Айрат Хусаинович Чанышев, работал в авиастроении и нефтегеофизике,, татарин с башкирскими корнями, мать, Татьяна Николаевна, русская, приехавшая в Уфу по распределению из Ивановской области.
Училась в уфимской школе № 119, окончила с отличием. Окончила Уфимский колледж статистики, информатики и вычислительной техники с красным дипломом.
Переехала в Москву, где окончила Финансовый университет при правительстве России. Во время учёбы на четвёртом курсе начала работать в российском филиале консалтингово-аудиторской компании PricewaterhouseCoopers из «большой четвёрки».
В 2011 году изучала прямую трансляцию с избирательных участков выборов в Государственную думу в поисках нарушений.
В 2013 году вернулась в Уфу и начала работать в филиале Deloitte, другой консалтингово-аудиторской компании из «большой четвёрки», где работала до 2017 года.
В 2013 году участвовала в качестве волонтёра в избирательной кампании Алексея Навального на выборах мэра Москвы. Вступила в «Партию прогресса» Навального. В 2014 году была наблюдателем на выборах от «Голоса».
В 2016 году работала наблюдателем на выборах в Курултай Башкортостана и заявила об обнаружении нарушений в работе избирательной комиссии. Организовывала протесты против «закона Яровой».

### Деятельность в штабе Навального
В 2017 году Чанышева стала главой штаба Навального в Уфе и возглавляла его до 2021 года, когда сеть штабов Навального была закрыта в связи с заведением уголовного дела об экстремизме. Чанышева выпускала расследования и занималась организацией протестных акций. Издание «Настоящее время» пишет, что Чанышева «играла большую роль в общественно-политической жизни Башкирии: Лилия выпускала качественные расследования, анализировала бюджет республики и выступала со своими поправками», при этом местные власти препятствовали её деятельности.
В июне 2017 года Чанышева организовывала антикоррупционный митинг в Уфе. В январе 2018 года была арестована на пять суток за призывы к несогласованному митингу. В мае 2018 года провела 18 суток в спецприёмнике за акцию «Он нам не царь» против четвертого президентского срока Владимира Путина.
В октябре 2018 года Чанышева выдвигалась в сити-менеджеры Уфы, но не была допущена до участия в конкурсе по формальным причинам. В июле 2019 года выдвигалась в городской совет Уфы, но не была допущена, поскольку были забракованы 10 % подписей, в том числе подписи людей, лично пришедших в избирательную комиссию.
В сентябре 2019 года штаб Навального в Уфе выпустил расследование «Модные секреты жены Хабирова», в котором Чанышева утверждала, что у Каринэ Хабировой, жены главы Башкортостана Радия Хабирова, имеется дорогостоящая брендовая одежда общей стоимостью около 5,5 миллиона рублей, что составляет 40 % трёхлетнего дохода семьи Хабировых. Русская служба Би-би-си пишет, что такая «жизнь чиновника не по средствам косвенно указывает на коррупцию».
В ноябре 2019 года Чанышева пришла на общественные слушания по поводу бюджета Башкортостана, проходившие в Курултае Башкортостана, чтобы узнать причину сокращения расходов на образование, культуру и спорт. Она попросила дать ей слово на две минуты, ей сказали, что по регламенту слушания завершены, она вышла к трибуне со словами «Как увеличить доходную часть бюджета? Меньше воруйте, господа, меньше ешьте, меньше повышайте себе зарплату и меньше платите пропагандистским СМИ», после чего была удалена из зала охранниками.
В январе 2020 года в Уфе неизвестные облили краской машину Чанышевой.
В августе 2020 года Чанышева и другие башкортостанские активисты успешно защитили шихан Куштау, местную соляную гору, от промышленной разработки. Издание Deutsche Welle называет Чанышеву неформальным лидером протестного движения, которая во многом вывела протест на федеральный уровень, и пишет, что защиту шихана обычно называют главной победой уфимского штаба Навального. Чанышева говорила, что через два месяца после избрания Хабирова губернатором Башкортостана «Башкирская содовая компания» получила разрешение на разработку, которую до этого не могла получить, в связи с чем Чанышева требовала отставки Хабирова.
В декабре 2020 года Чанышева раскрыла схему незаконной закупки новогодних ёлок властями Башкортостана, которая была произведена в конце 2020 года у единственного поставщика, в обход конкурса и по завышенной цене. Региональное управление Федеральной антимонопольной службы подтвердило незаконность закупки и обязало компанию-поставщика вернуть в бюджет 115 миллионов рублей. В отношении чиновника, подписавшего договор, было возбуждено уголовное дело.
В декабре 2020 года уфимский штаб Навального под руководством Чанышевой выпустил расследование о том, что из бюджета Башкортостана тратится около 100 миллионов рублей на государственные дачи и гостиницы. В сентябре 2021 года они выпустили расследование об элитной московской недвижимости, которая может принадлежать семье губернатора Хабирова.
В феврале 2021 года после протестов в поддержку Навального Чанышева была арестована на 10 суток.
В мае 2024 года Юлия Навальная объявила, что передаст денежную часть Дрезденской премии, вручённой её мужу, семьям политзаключённых Лилии Чанышевой и Ксении Фадеевой.

### Уголовное преследование
16 апреля 2021 года прокуратура Москвы подала иск о признании ФБК и штабов Навального экстремистскими. Сеть штабов Навального была распущена, чтобы уберечь её сотрудников от уголовных дел, многие из них стали уезжать из России. Чанышева и муж остались в России, решив сосредоточиться на частной жизни.
9 ноября 2021 года Чанышева была задержана по уголовному делу, откуда была этапирована в московское СИЗО-6 «Печатники», где провела 453 дня в ходе предварительного следствия. Ей были предъявлены обвинения по трём статьям:
- ч. 1 ст. 282.1 УК РФ («Организация экстремистского сообщества»),
- ч. 1 ст. 280 УК РФ («Публичные призывы к осуществлению экстремистской деятельности») и
- ч. 3 ст. 239 УК РФ («Пропаганда некоммерческой организации, деятельность которой сопряжена с побуждением граждан к отказу от исполнения гражданских обязанностей или к совершению иных противоправных деяний»).

Чанышева обвинялась в том числе в том, что в июне 2017 года на антикоррупционном митинге в Уфе, проведённом местным штабом Навального, Рустем Мулюков, член местного отделения партии «Яблоко», вышел к микрофону и высказался о коррумпированных чиновниках, заявив, что пока не будет сурового наказания, вплоть до смерти — не будет и справедливости. Следствие утверждало, что Чанышева дала указание Мулюкову выступить с этой речью. Русская служба Би-би-си пишет, что «на митинге был открытый микрофон, выступать могли все желающие».
Чанышева стала первой соратницей Навального, обвинённой в участии в деятельности экстремистского сообщества. Международная правозащитная организация Amnesty International назвала преследование политически мотивированным и предъявленным «в рамках кампании преследования единомышленников и сторонников Алексея Навального» и потребовала её освобождения. Российский правозащитный центр «Мемориал» сообщил, что считает Чанышеву, согласно международным критериям, политической заключённой, и также потребовал её освобождения. Американская правозащитная организация Human Rights Watch написала, что Чанышева находится под стражей по безосновательному делу. Европейский союз призвал освободить её.
Ходатайства с просьбой освободить Чанышеву из-под стражи подписали около 300 человек, в том числе Екатерина Шульман, Андрей Лошак, Тихон Дзядко, Александр Плющев, Татьяна Фельгенгауэр, Евгения Альбац. Интернет-петицию с требованием прекратить уголовное преследование Чанышевой подписали почти 2,3 тыс. человек.
В 2022 году, находясь в СИЗО-6 «Печатники» в Москве, Чанышева пыталась организовать раздельный сбор вторсырья.
1 марта начался судебный процесс в Кировском районном суде Уфы, который был объявлен закрытым по ходатайству обвинения. 14 июня 2023 года судья Азамат Бикчурин приговорил Чанышеву к 7,5 годам колонии, признав виновной по всем трём статьям, но назначив наказание только по статье об организации экстремистского сообщества. Одновременно Мулюков был приговорён к 2,5 годам колонии общего режима за участие в экстремистском сообществе. В своём последнем слове на суде Чанышева, в частности, сказала «Если вы посадите меня на 12 лет, то я уже не успею родить ребёнка. Дайте мне шанс стать мамой».
В апреле 2024 года Верховный суд Башкортостана ужесточил приговор с 7,5 до 9,5 лет колонии.

### Обмен
1 августа 2024 года была освобождена в ходе обмена заключёнными между российским государством и западными странами.

## Личная жизнь
В 2017 году познакомилась с Алмазом Гатиным. В феврале 2021 года он сделал Лилии брачное предложение, когда она была арестована и находилась в спецприёмнике. 17 апреля 2021 года они вступили в брак.

## Признание
В 2024 году Чанышева была включена в список 100 влиятельных женщин мира, составленный Би-би-си.